# Lake Point Tower
Lake Point Tower é um arranha-céu residencial de 70 andares e 196.5 m (645 pés) de altura, localizado em Chicago, Illinois. Foi concluído em 1968.

## Desenvolvimento
Os arquitetos da Lake Point Tower foram John Heinrich e George Schipporeit, trabalhando sob o nome da firma de Schipporeit e Heinrich; Os dois eram estudantes de Ludwig Mies van der Rohe, um dos mais conhecidos arquitetos do movimento da Bauhaus e da escola de Estilo internacional, que ensinava no Instituto de Tecnologia de Illinois em Chicago. O desenvolvedor do projeto foi William F. Hartnett, Jr., presidente e fundador da Hartnett-Shaw Development Company, responsável por mais de 260 empreendimentos imobiliários residenciais e comerciais nos Estados Unidos de 1961 a 1983.

## Arquitetura
O Lake Point Tower foi inspirado no design de Mies van der Rohe de 1922, um arranha-céu com cortinas de vidro em Berlim. Schipporeit e Heinrich pegaram o projeto do edifício não construído de van der Rohe e converteu-o em um prédio residencial. Apesar das diferenças - o Lake Point Tower é muito mais alto do que o projeto original de van der Rohe, de forma mais regular, e sua cortina de vidro exterior é matizada - muitos consideram um edifício de Mies van der Rohe executado por dois de seus alunos. 
Por causa da altura e do local do Lago Michigan, o arranha-céu teve que ser projetado para suportar ventos fortes. No centro do edifício há um núcleo triangular de 59 pés de largura, que contém nove elevadores e três escadas. Este núcleo mantém todo o peso vertical do edifício, permitindo que os pilares do perímetro na fachada sejam muito menores.
A radiação do núcleo é de três braços que formam um plano de chão assimétrico em forma de Y. O design original de quatro braços foi alterado para um design de três braços (120° de distância). As paredes externas são curvas para evitar que os moradores vejam outros condomínios. A fachada do edifício é uma cortina de vidro bronzeado em Alumínio em alumínio anodizado, que reflete a luz solar do Lago Michigan e parece dourada.